# Diploria labyrinthiformis
Diploria labyrinthiformis é uma espécie de coral nativa do Caribe. É uma das espécies que recebe o nome popular de coral-cérebro, devido a sua aparência.
São colônias que possuem indivíduos com forma única (isomorfos) e que não apresentam divisão de trabalho.

## Habitat
Assim como todo coral, faz parte do bentos, crescendo em substratos soltos no fundo do mar. Faz simbiose com algas zooxantelas, e por isso vive em profundidades pequenas, de até 50 metros, para que a luz do sol possa penetrar e as algas possam fazer fotossíntese. Em um parque nacional da Colômbia, quase 60% dos espécimes encontrados estavam em profundidades de até 3m, cerca de 30% entre 3m e 6m, e o restante a mais de 6m.
São muito abundantes nas Bermudas, em parte devido a baixa taxa de mortalidade juvenil, se comparado com outras espécies de coral.

## Distribuição geográfica
Segundo a base de dados GBIF, é encontrado principalmente nas Américas e Caribe, em países como Colômbia, Estados Unidos, México, Panamá, Ilhas Caimão, Curaçao e Bahamas.
Os fósseis desta espécie datam de até 5,3 milhões de anos atrás, e já foram encontrados nas Ilhas Caimão, Colômbia, Antilhas e Estados Unidos, entre outros países.